# Pierre Boulez
Œuvres principales
- Rituel in memoriam Bruno Maderna
- Notations
- Le Marteau sans maître
- Le Soleil des eaux
- Éclat
- Sonate pour piano no 2
- Pli selon pli
- Répons

Pierre Boulez [pjɛʁ bulɛz], né le 26 mars 1925 à Montbrison et mort le 5 janvier 2016 à Baden-Baden, est un compositeur et chef d'orchestre français.
Fondateur, puis directeur de l'Institut de recherche et coordination acoustique/musique (IRCAM) et de l'Ensemble intercontemporain, il est également professeur au Collège de France, chaire « Invention, technique et langage en musique », de 1978 à 1995.
Au début de sa carrière, il joue un rôle important dans le développement de la musique sérielle, de la musique électronique et de la musique aléatoire. Ses vues polémiques sur l'évolution de la musique lui valent une réputation d'enfant terrible.
Comme chef d'orchestre, Pierre Boulez est connu principalement pour sa direction des œuvres des compositeurs du XXe siècle comme Béla Bartók, Alban Berg, Claude Debussy, Gustav Mahler, Maurice Ravel, Arnold Schönberg, Igor Stravinsky, Edgard Varèse et Anton Webern, mais aussi les œuvres de certains de ses contemporains, tels Elliott Carter ou György Ligeti. Il a été par ailleurs directeur musical des orchestres symphoniques de la BBC, de New York et de Chicago.
En 1976, pour le centenaire du festival de Bayreuth, où il est régulièrement invité, il dirige L'Anneau du Nibelung, cycle de quatre opéras de Richard Wagner dans une mise en scène de Patrice Chéreau. Durant sa carrière, Pierre Boulez se sera vu décerner vingt-six Grammy Awards.

## Biographie

### Enfance et adolescence
Fils de Léon Boulez, ingénieur et industriel, et de Marcelle Calabre, Pierre Boulez a une sœur, Jeanne, et un frère, Roger, qui deviendra bibliothécaire de l'École normale supérieure. Il prend ses premiers cours de piano à l’âge de six ou sept ans. Après des études secondaires au petit séminaire de Montbrison, l’institut Victor de Laprade, il est admis pour l’année scolaire 1941-1942 à Lyon en classe de mathématiques supérieures, qu’il abandonne l’année suivante pour préparer le concours du Conservatoire national de musique et d'art dramatique à Paris, où il entre en 1943 dans la classe préparatoire d'harmonie de Georges Dandelot. Il y côtoie Annette Vaurabourg — nièce d’Arthur Honegger et d’Andrée Vaurabourg — qui le présente à sa tante ; celle-ci l’accepte dans sa classe de contrepoint,. En 1944, après avoir échoué au concours d'entrée de la classe de piano, il intègre la classe d'harmonie avancée d'Olivier Messiaen, d'où il sort l'année suivante avec un premier prix. Il étudie brièvement le sérialisme avec René Leibowitz. Mais jugeant l'enseignement de ce dernier trop rigide quant à l’application des techniques héritées de la seconde école de Vienne, il prend ses distances avec lui dès l'automne suivant et retrouve assez vite une complicité avec Messiaen : « Échanger Messiaen contre Leibowitz, c’était échanger la spontanéité créatrice, combinée avec la recherche incessante de nouveaux modes d’expression contre le manque total d’inspiration et la menace d’un académisme sclérosant » confiera-t-il plus tard à Antoine Goléa. Le 12 février 1946, la pianiste Yvette Grimaud crée à l’École normale de musique ses Douze notations et ses Trois psalmodies, premières œuvres personnelles du compositeur (après ses essais pour voix et piano en 1942-1943).

### Débuts professionnels
En 1945, pour gagner sa vie, Pierre Boulez se spécialise dans les ondes Martenot, jouant, entre autres, dans la fosse des Folies Bergère. Il est engagé en 1946, aux côtés de Maurice Jarre, pour jouer la musique de scène du Hamlet de Shakespeare, monté par la compagnie de Madeleine Renaud et Jean-Louis Barrault qui, rapidement, le nomme directeur de la musique de scène. Abandonnant les ondes Martenot, Pierre Boulez dirige son premier ensemble instrumental constitué pour cette création. Il dirige notamment les musiques de Georges Auric, Francis Poulenc et Arthur Honegger.
Il compose durant cette période sa Première Sonate pour piano (1946) qui, plus encore que la Sonatine pour flûte et piano, effectue la synthèse des influences récentes du jeune compositeur. Puis se trouvent ses cantates Le Visage nuptial et Le Soleil des eaux, appuyées sur des poèmes de René Char et souvent décrites comme sa période lyrique, ainsi que sa 2e sonate pour piano (1948) écrite à 23 ans, chef-d'œuvre du « premier Boulez », d’un lyrisme véhément prenant pour cadre le modèle de la sonate beethovénienne pour mieux le pulvériser en poussant plus loin l’exploration des techniques sérielles.
En 1953, soucieux de faire entendre la musique moderne dans de bonnes interprétations mais surtout exaspéré par ce qu’il entend ailleurs, « toutes griffes dehors » pour reprendre l'expression de Jean-Louis Barrault, il organise avec ce dernier, et sur la base du mécénat privé, les concerts du « Petit Marigny » dans la petite salle du théâtre où sa programmation d'avant-garde va devenir le Domaine musical. Mais la difficulté à trouver des chefs disponibles pour la création contemporaine le contraint à diriger lui-même les œuvres, d'abord pour des petites formations instrumentales. Il commence à diriger des ensembles plus vastes en 1957 à Cologne, où Hermann Scherchen le laisse diriger son Visage nuptial. Il participe à la création de Déserts de Varèse le 2 décembre 1954 au théâtre des Champs-Élysées; il est l'auteur du texte de présentation qui est lu en direct sur l'antenne de France 4, plus tard France musique.

### Carrière internationale
En 1958, sur l'invitation d’Heinrich Strobel, alors directeur de la station de radio du Südwestfunk, Pierre Boulez prend résidence à Baden-Baden pour seconder le chef d'orchestre Hans Rosbaud, créateur du Marteau sans maître le 18 juin 1955. Celui-ci étant affaibli par la maladie, il le remplacera au pied levé pour de grands concerts orchestraux à Donaueschingen les 17 et 18 octobre 1959 où il entame sa véritable carrière de chef.
Dans les années 1950, il est considéré comme le « musicien des modernes », un mouvement comprenant notamment Michel Butor, Roland Barthes ou Michel Foucault, devenant leur « unique référence en matière musicale ». À ce titre, il partage des combats politiques très engagés à gauche. En 1960, il signe par exemple le « Manifeste des 121 », déclaration sur le « droit à l'insoumission » dans le contexte de la guerre d'Algérie. À cette époque, « polémiste redoutable », il s’exprime régulièrement de manière très critique contre des « personnages installés ».
À partir des années 1960, Boulez devient un chef d’orchestre de renommée internationale. Sa carrière se poursuit à l'Orchestre de la Résidence de La Haye, puis au Concertgebouw d’Amsterdam, notamment après la mort de Rosbaud. À Paris en 1963, il se charge de la célébration du cinquantenaire du Sacre du printemps dont l’enregistrement sera récompensé par l'Académie du disque. Ses représentations de Wozzeck faciliteront son engagement à Bayreuth en 1966 pour la production de Parsifal, son opéra fétiche. Il devient alors de plus en plus difficile pour lui de refuser les offres qu’on lui propose à la tête des plus grandes formations et les contrats vont désormais s’enchaîner avec l'Orchestre de Cleveland en 1967, puis avec l'Orchestre symphonique de la BBC de 1971 à 1975, en alternance avec l'Orchestre philharmonique de New York, où il succède à Leonard Bernstein, de 1971 à 1978 et, plus tard, avec l'Orchestre symphonique de Chicago en 1995.
Après André Cluytens de 1955 à 1958, et avant Alain Altinoglu en 2015, il est le second chef français à être invité au Festival de Bayreuth à diriger la musique de Richard Wagner. En 1966, 1967, 1968 et 1970, il choisit d'y interpréter l'opéra en trois actes Parsifal produit par Wieland Wagner.
De 1976 à 1980, il revient à Bayreuth pour diriger une nouvelle version du Ring mis en scène par Patrice Chéreau. Si, en s'écartant de l'imagerie et de l'interprétation traditionnelles, la mise en scène de Chéreau a causé un scandale lors des premières représentations en 1976, elle a finalement gagné l'assentiment de tout le public du festival et a été saluée par quatre-vingt-cinq minutes d'applaudissements et cent-un levers de rideau lors de la dernière représentation, le 26 août 1980.
Sur le plan discographique, ses interprétations du Sacre du printemps de Stravinsky, de l’opéra Wozzeck d’Alban Berg ou de la Tétralogie de Richard Wagner, aux côtés de Patrice Chéreau, deviennent une référence dans le monde musical.
À la demande du président Georges Pompidou, Pierre Boulez fonde deux institutions dont les coûts sont entièrement pris en charge par des subventions publiques : en 1970 l’Ircam (Institut de recherche et coordination acoustique/musique) et en 1976 l’Ensemble intercontemporain, formation de 31 solistes vouée à l'exécution de la musique contemporaine. C’est dans les studios de l’Ircam qu’il compose Répons, œuvre spatialisée pour ensemble instrumental et dispositif électroacoustique en temps réel. Il est également impliqué dans les grands chantiers de l’Opéra Bastille, la Cité de la musique et la Philharmonie de Paris. Par la suite, l'influence croissante qu'il exerce en France sur le monde de la musique contemporaine lui valent des critiques qui dénoncent un « système d'influences » et, d'une manière générale, son rôle d'« homme de pouvoir »,
En 1979, il dirige Lulu d'Alban Berg à l'Opéra de Paris dans la version complétée par Friedrich Cerha. En 1992, Il reprend Pelléas et Mélisande à Cardiff avec le metteur en scène Peter Stein, qu'il retrouve en 1995 à Amsterdam pour une nouvelle production de Moïse et Aaron. Puis il dirige de nouveau Parsifal en 2004 dans la mise en scène controversée de Christoph Schlingensief. Interrogé sur les idées iconoclastes de ce dernier, il déclarera : « Il vaut mieux avoir trop d’imagination que pas assez ».

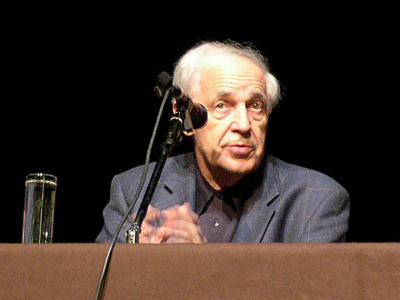
Pierre Boulez lors d'une conférence de presse au Palais des beaux-arts de Bruxelles, le 25 octobre 2004.

En 1988, dans le cadre du festival d'Avignon, il dirige Répons en plein air à la carrière Boulbon et est le compositeur invité du centre Acanthes, à Villeneuve-lès-Avignon, où il donne une série de cours de direction d'orchestre à de jeunes musiciens. La même année, les thèmes concernant le rythme, la mélodie, le timbre, l’harmonie, le matériau et la forme sont abordés dans une série de six films pédagogiques « Boulez XXe siècle » réalisés par Nat Lilenstein. Soucieux de transmettre son expérience, il dirige également à plusieurs reprises des ensembles tels que l'Orchestre des jeunes Gustav Mahler ou celui de l’Académie du festival de Lucerne qui permettent à des apprentis-musiciens de se familiariser avec le travail collectif et à la vie professionnelle.

### Dernières années
Dans les dernières années il souffre d'un glaucome et d'autres symptômes neurodégénératifs. À l'automne 2010, une opération à l’œil l'oblige à annuler ses concerts en tant que chef pour plusieurs mois. S'il remonte par la suite à quelques occasions sur un podium, il ne donne plus de concerts à partir de 2012.
Fondateur de l'académie du Festival de Lucerne en 2004, Pierre Boulez met fin à son enseignement en 2015, mais reste directeur artistique de l'Académie.
Il meurt le 5 janvier 2016 à l'âge de 90 ans à Baden-Baden. Il est inhumé dans le cimetière principal de la ville.

## Compositeur
Au début des années 1950, influencé par le « Mode de valeurs et d’intensités » d'Olivier Messiaen (1949), Pierre Boulez s’oriente vers un sérialisme généralisé.

### Débuts du sérialisme
Parmi les œuvres les plus marquantes du sérialisme généralisé il est possible de citer : Polyphonie X (1950) pour 18 instruments, les deux études de musique concrètes (1951) et Structures pour deux pianos. Structures est aussi une étape clé pour Boulez. Comme c'est l'une des plus visibles de ses œuvres totalement sérialisées, elle a focalisé les critiques. György Ligeti, par exemple, a publié un article qui examine les normes de durée, de dynamique, les attaques en grand détail. Il en conclut que son ascétisme est proche de la compulsion et lui recommande de rompre avec cela. Cette remarque a conduit Boulez à créer le monde sensuel et félin du marteau.

### Le Marteau sans maître
Le Marteau sans maître, œuvre pour ensemble et voix a été écrit de 1953 à 1957. Sur des poèmes de René Char, elle est créée en 1955 à Baden-Baden. Elle est considérée à la fois comme l'œuvre la plus accomplie du sérialisme et comme une pièce maîtresse de la musique du XXe siècle.

### Ouverture de la forme et choix multiples
« Pourquoi composer des œuvres destinées à chaque exécution ? Parce qu'un déroulement fixe d'une manière définitive m'a paru ne plus coïncider exactement avec l'état actuel de la pensée musicale, avec l'évolution même de la technique musicale qui, à vrai dire, se tourne de plus en plus vers la recherche d'un univers relatif, vers une découverte permanente — comparable à une “révolution permanente”. »

— Pierre Boulez, « Sonate, que me veux-tu ? », 1963
Pierre Boulez ne sera jamais un musicien "du hasard" ou d'un "aléa" au fondement d'une œuvre. Il reste, de ce point de vue, dans une appréhension historiquement "classique" de la composition et de son contrôle, composition combinatoire dans laquelle il va introduire non plus une seule direction ou possibilité, mais plusieurs, au choix de l'interprète (sonate pour piano no 3, Éclat/Multiples…). Cette flexibilité du matériau musical dans un réseau de possibilités créant plusieurs lectures d'une même œuvre au choix de l'interprète (parties de l‘œuvre ou paramètres du son, hauteurs, nuances...) sera aussi expérimentée aux mêmes époques dans les années 1950 et 1960 par d'autres compositeurs comme Karlheinz Stockhausen, Luciano Berio..
En effet à partir de sa Troisième sonate pour piano, Boulez expérimente ce qu'il appelle la chance contrôlée dont il développe les vues dans les articles « Aléa » et « Sonate, que me veux-tu ? » Il expérimente cette démarche en partie en réaction aux techniques de composition aléatoire de John Cage auquel il reproche, dans l'article « Aléa », l’usage peu contraignant d’un « hasard par inadvertance ». Il introduit une part de hasard nettement plus contrôlé dans ses œuvres dès 1957 en laissant à l'interprète le choix d'interpréter ou non certains fragments, ou de changer leur ordonnance, se trouvant en cela une parenté d’inspiration avec Stéphane Mallarmé ; en particulier la typographie particulière du poème Un coup de dés jamais n'abolira le hasard ou la structure en feuillets mobiles du « Livre », ouvrage posthume dont Jacques Scherer avait publié les notes la même année.

### Musique et poésie
Boulez a été particulièrement influencé par la littérature et notamment la poésie, comme beaucoup de compositeurs de son temps. Le titre de ses compositions peut en témoigner : Le Soleil des eaux, Le Marteau sans maître et Le Visage nuptial sont empruntés à René Char ; Poésie sans pouvoir à Henri Michaux et Explosante-fixe à André Breton. D’autres œuvres réfèrent à des poètes : c’est le cas de Deux improvisations sur Mallarmé et de Pli selon pli. Portrait de Mallarmé.

## Professeur au Collège de France
Parallèlement à son projet avec l’Ircam et à son propre travail de compositeur, Boulez entame ses cours au Collège de France qui l’occuperont de 1978 à 1995 et siège à la Fondation Hugot du Collège de France dès sa création jusqu'en 1995. « L’opacité voire l’hermétisme des cours tels qu'ils ont paru dans Jalons (441 pages d'une densité toute boulézienne) ont découragé ou retardé l'appropriation des défis posés par ces articles. De plus, l'absence d'exemples musicaux et la pénurie relative de références à des œuvres musicales n'ont certainement pas manqué de dérouter le lecteur » note Jonathan Goldman dans un article de 2003. Dans la préface de la seconde édition des Leçons de musique, ce dernier donne une liste d’expressions duales utilisées par Boulez — par exemple figure/structure, formel/informel, temps lisse/temps strié, déterminisme/incertitude, etc. — qui témoignent de la volonté de son auteur de mieux cerner les enjeux de la composition, de l’interprétation et de la perception.

Sur la quatrième de couverture des Leçons de musique, qui regroupent une grande partie des leçons données par Boulez au Collège de France, on peut lire ceci : « De 1976 à 1995, il a occupé au Collège de France la chaire Invention, technique et langage. » Puis sont citées quelques-unes des questions qui occupaient Boulez et qui ont précisément jalonné ses cours : 

« Comment naît l'idée musicale ? Comment passe-t-on de l'idée à sa réalisation ? Quels sont, dans l'acte d'invention, les rapports entre le métier et l'imagination ? La mémoire risque-t-elle d'occulter la création ? Peut-on parler d'authenticité en musique ? »

Au long de ces années, Boulez y aborde des thèmes tels que la mémoire, la création, l'idée et la naissance de l'idée, la notion de thème et son évolution au sein de l'œuvre musicale, l'œuvre comme un tout ou comme fragment, et d'autres notions dont on peut avoir un aperçu assez clair dans les résumés en ligne ou dans cet interview de Jonathan Goldman interrogé sur ces leçons de Boulez au Collège de France à l'occasion du centaire de sa naissance.

## Chef d'orchestre

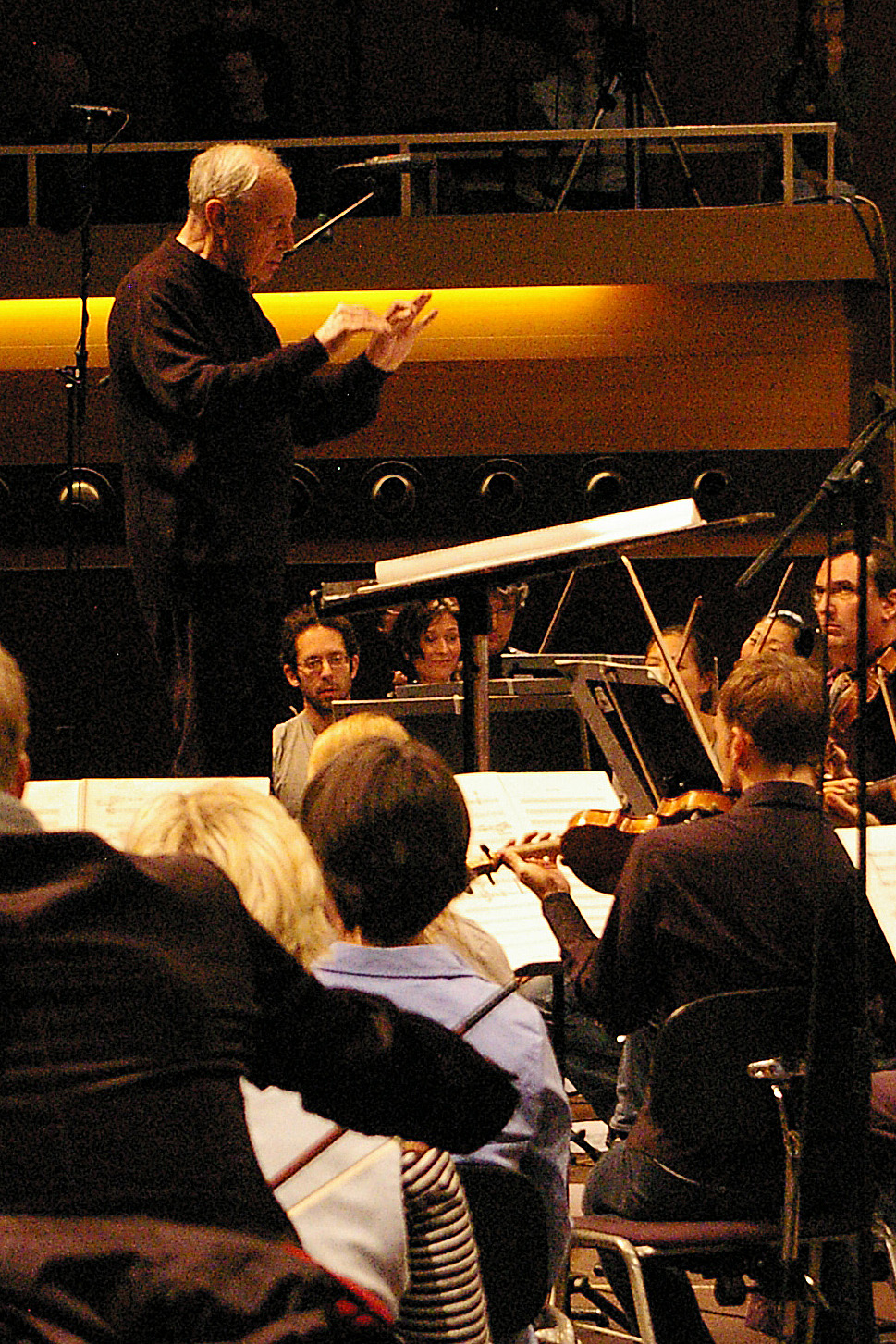
Pierre Boulez lors du festival de musique contemporaine de Donaueschingen en 2008 avec l'orchestre symphonique de la SWR de Baden-Baden et Fribourg-en-Brisgau.

Dans le domaine de la direction, son premier maître est Roger Désormière, pour qui la précision et la transparence sont les plus nobles qualités de cet art.
Le répertoire de prédilection de Pierre Boulez, correspond avant tout aux œuvres des compositeurs qui ont nourri son propre imaginaire et qu’il évoque le plus souvent dans ses articles, à savoir Berlioz, Debussy, Stravinsky et les membres de la seconde école de Vienne, Schönberg, Berg et Webern (dont il enregistre l’intégrale à deux reprises). Boulez est également particulièrement connu pour ses interprétations de Ravel, Bartók, Messiaen et Varèse. Quant à Mahler, peu fréquenté au début de sa carrière, il grave en 1970 Das klagende Lied puis, à partir de 1994, entreprend l'enregistrement de toutes ses symphonies. Mais, dans ce cas aussi, l’intérêt qu’il y porte est motivé par ses propres préoccupations de compositeur à l’époque où il enseigne au Collège de France, attribuant aux symphonies mahlériennes « une forme narrative qui crée au fur et à mesure les articulations formelles dont elle a besoin pour progresser et se déterminer », tandis que germe dans son esprit le développement en « spirale » de Répons.
Boulez dirige également un répertoire plus contemporain (ainsi Luciano Berio, György Ligeti ou encore Elliott Carter), mais ressent pour cela le besoin d’avoir un ensemble de solistes qui puissent s’adapter à toutes sortes de stylistiques. Son contact avec les orchestres et les institutions de la musique à l’étranger, en particulier avec le London Sinfonietta, lui inspire l’idée de l'Ensemble intercontemporain (EIC), créée en 1976, avec l’appui de Michel Guy, alors secrétaire d’État aux Affaires culturelles. Grâce à son installation dans les locaux de l'Ircam puis, plus tard, dans ceux de la Cité de la musique, cet ensemble composé d’une trentaine de musiciens collabore étroitement avec les compositeurs et va devenir l’un des plus remarquables en matière d’interprétation des œuvres du XXe et du XXIe siècle, poursuivant et perfectionnant pour ainsi dire pendant plusieurs décennies l’aventure du Domaine Musical.
Après les productions de Wozzeck et de Parsifal en 1966, l'intérêt de Boulez pour l'opéra reste vivace. Il enregistre pour CBS Pelléas et Mélisande en 1969, puis Moses und Aron en 1975.
Dans sa carrière, il lui arrive de collaborer avec des personnalités d’autres domaines artistiques comme les chorégraphes Pina Bausch, Maurice Béjart ou lors du spectacle équestre « Triptyk » de Bartabas. Il dirige également des compositeurs que l’on imagine plus éloignés de son domaine de prédilection, comme Frank Zappa ou, plus récemment, Bruckner, Karol Szymanowski, Leoš Janáček et son opéra De la maison des morts, pour lequel il retrouve Patrice Chéreau, et même André Jolivet à l’occasion du centenaire de la naissance du compositeur.

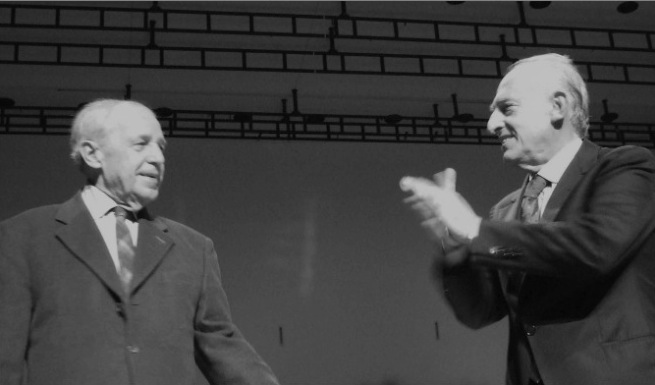
Pierre Boulez et Maurizio Pollini après une exécution de la 2e sonate à la salle Pleyel, Paris, janvier 2009.

## Œuvres

### Compositions
Le catalogue des œuvres de Pierre Boulez est assez court, car il n'a cessé de remettre ses compositions sur le métier pour les retravailler. Certaines ont ainsi subi de nombreux remaniements (Pli selon pli, …explosante-fixe…). Par ailleurs, de nombreuses compositions sont restées en permanence « inachevées » (3e sonate, Livre pour quatuor), et d'autres ont même été reniées par leur auteur (Polyphonie X). Tout ceci complexifie l'établissement d'un catalogue clair et compréhensible. Ne sont citées ici que les compositions importantes, celles demeurées au catalogue :
- 12 notations pour piano (1945), ensemble de courtes pièces faisant douze mesures (le chiffre 12 étant une référence au dodécaphonisme).
- Sonatine pour flûte et piano (1946)
- 1re sonate pour piano (1946)
- Le Visage nuptial pour voix et orchestre (1946 1re version ; 1951 2e version ; et 1989 version définitive)
- 2e sonate pour piano (1948)
- Livre pour quatuor à cordes (1949, révisé en 2011-2012). Orchestré partiellement sous le nom de Livre pour cordes
- Le Soleil des eaux pour voix et orchestre (1950-1965)
- Structures I pour deux pianos (1951)
- Polyphonie X pour orchestre (1951)
- Le Marteau sans maître pour voix et six instruments (1954)
- 3e sonate pour piano (1956-1957)
- Structures II pour deux pianos (1956-1961)
- Pli selon pli, portrait de Mallarmé pour soprano et orchestre, constitué de Don, Improvisations sur Mallarmé I-III et Tombeau (1957-1962 ; importante révision de Improvisation III en 1983, et de Don en 1989)
- Figures-Doubles-Prismes pour orchestre (1957-1968)
- Poésie pour pouvoir pour récitant, orchestre et bande magnétique (1958)
- Éclat/Multiples (1965-1970)
- Domaines (1968) versions pour clarinette seule et pour clarinette et ensemble
- ...explosante-fixe... œuvre « ouverte » à la mémoire d'Igor Stravinsky, ayant existé sous diverses versions depuis 1972, la dernière en date (1991-1993) étant pour flûtes, orchestre et dispositif électronique
- cummings ist der dichter[38],[39] pour chœur et orchestre, sur des textes du recueil Poems 1932-1954 de E. E. Cummings (1970, révision en 1986)
- Rituel in memoriam Bruno Maderna (1974-1975) pour orchestre en huit groupes
- Messagesquisse (1976-1977) pour violoncelle solo et six violoncelles, dédié à Paul Sacher
- Notations pour orchestre (dérivées des Notations pour piano). Cinq de ces pièces ont été élargies : I-IV (1980) et VII (1998)
- Répons pour six solistes, orchestre et dispositif électronique (1981-1988)
- Dérive pour 6 instruments (1984)
- Dialogue de l'ombre double pour clarinette et dispositif électronique (1985)
- Mémoriale pour ensemble (1985) (dérivé de …explosante-fixe…)
- Dérive 2 pour onze instruments (1988/2002)
- Anthèmes pour violon seul (1991) (dérivé également de …explosante-fixe…)
- Incises pour piano (1994/2001)
- Sur incises (1996/1998) pour 3 pianos, 3 harpes et 3 percussions-claviers
- Anthèmes 2 (1997) pour violon et dispositif électronique
- Une page d'éphéméride (2005) pour piano

### Écrits et entretiens
- Rencontres avec Pierre Boulez. entretiens avec Antoine Goléa, Paris, Julliard, 1959.
- Penser la musique aujourd'hui, 1963.
- Relevés d'apprenti, Paris, Le Seuil, 1966, coll. "Tel Quel".
- Par volonté et par hasard, entretiens avec Célestin Deliège, Paris, Le Seuil, 1975.
- Points de repère, en trois tomes reprenant et complétant les textes des Relevés d'apprenti et de Jalons (pour une décennie) : I - Imaginer, II - Regards sur autrui, III - Leçons de musique, Paris, Christian Bourgois, 1981.
- Jalons (pour une décennie) : dix ans d'enseignement au Collège de France (1978-1988). Textes réunis et présentés par J.-J. Nattiez, préface posthume de Michel Foucault, Paris, Christian Bourgois, 1989, coll. "Musique/Passé/Présent".
- Le Pays fertile : Paul Klee, Paris, Gallimard, 1989.
- Correspondance Pierre Boulez-John Cage, Paris, Christian Bourgois, 1991.
- Éclats 2002, entretiens avec Claude Samuel, Mémoire du livre, 2002.
- Les Neurones enchantés - Le cerveau et la musique, Entretiens avec Jean-Pierre Changeux et Philippe Manoury, Paris, Odile Jacob, 2014.
- Entretiens de Pierre Boulez avec Gérard Akoka, Minerve, 2015.
- Entretiens avec Michel Archimbaud, Paris, Gallimard, 2016.

### Autres
En 1960, il compte au nombre des signataires du Manifeste des 121.

### Discographie (sélection)
- Œuvres orchestrales ou concertantes de Bartók, Beethoven, Berio, Berlioz, Carter, Cerha, Debussy, Dukas, Falla, Haendel, Messiaen, Mozart, Ravel, Roussel, Schoenberg, Stravinsky, Szymanowski, Varèse, Wagner (Adès, CBS Records/Sony, EMI, Erato et Deutsche Grammophon)
- Bartók, Le Château de Barbe-Bleue (CBS Records/Sony et DG)
- Bartók, Les concertos pour piano, solistes : 1) Krystian Zimerman, 2) Leif ove Andsnes, 3) Hélène Grimaud, (DG)
- Bartók, Concerto pour violon no 2, Rhapsodies 1 et 2, Gil Shaham (DG)
- Berg, Lulu (DG) ; Wozzeck (CBS/Sony) ; Der Wein, Sieben frühe Lieder et autres Lieder avec Jessye Norman (Sony)
- Berlioz, Cléopâtre, Les Nuits d'été (CBS - Sony) ; Roméo et Juliette, Tristia (DG), La symphonie fantastique, Lélio ou le retour à la vie, Les troyens (extraits), (CBS - Sony).
- Boulez, Rituel in memoriam Maderna, Eclat, Multiples (Sony)
- Boulez, Le visage nuptial, Le soleil des eaux, Figures - doubles - prismes (Erato)
- Bruckner, Symphonie no 8 (DG)
- Elliott Carter, Concerto pour hautbois, Esprit rude/esprit doux, A mirror on which to dwell, Penthode (Erato)
- Cerha, Concerto pour percussion et orchestre, Impulse (Kairos)
- Marc-André Dalbavie Seuils, Diadèmes (Accord/IRCAM)
- Debussy, Pelléas et Mélisande (CBS Records/Sony et DG)
- Mahler, Das klagende Lied (CBS/Sony) ; intégrale des symphonies, Das Lied von der Erde (DG)
- Messiaen, Et expecto resurrectionem mortuorum, Chronochromie, La Ville d’en haut, Poèmes pour Mi, Le Réveil des oiseaux, Sept Haïkaï (DG)
- Ravel, Mélodies avec orchestre (CBS/Sony)
- Schoenberg, L'œuvre chorale, Gurre-Lieder, Erwartung, Moses und Aron (CBS/Sony ou DG)
- Schoenberg, Pierrot lunaire, Herzgewächse, Ode pour Napoléon Bonaparte (DG)
- Schönberg, Die Jakobsleiter, Kammersymphonie n° 1, Begleitmusik zu einer Lichtspielszene
- Stravinsky, Les Noces et autres œuvres chorales (Guilde internationale du Disque)
- Wagner, La Cène des apôtres (CBS/Sony) ; Parsifal (DG) ; L'Anneau du Nibelung (Philips)
- Webern, intégrale des œuvres (CBS/Sony et DG)[40]

## Prix, distinctions et hommages

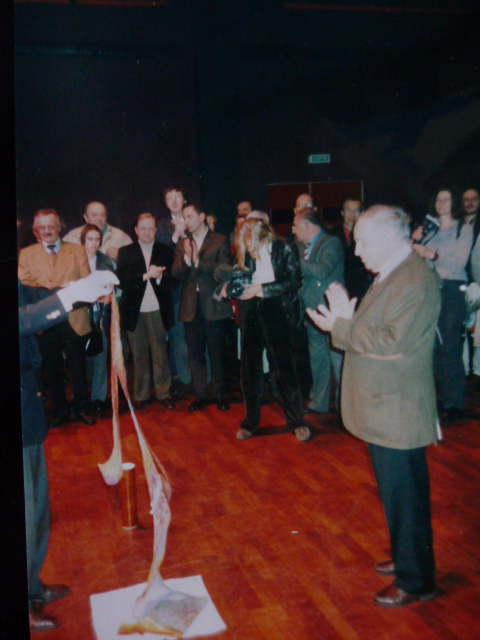
Déroulement de Pierre Boulez par Michel Haumant en 2000 à Forbach.

### Décorations
- Commandeur de l'ordre des Arts et des Lettres (officier en 1963)[41]

- Grand officier de l'ordre du Mérite ( Allemagne)
- Grand-croix de l'ordre de Sant'Iago de l'Épée ( Portugal, 26 janvier 2001)[42]

### Prix
Boulez a reçu au cours de sa vie 27 Grammy Awards ainsi que les prix suivants :
- Ernst von Siemens Music Prize 1979, Allemagne
- Sonning Award 1985, Danemark
- Praemium Imperiale en musique 1989, Japon
- Prix Polar Music 1996, Suède
- Wolf Prize 2000, Israël
- Grawemeyer Award 2001, États-Unis (pour Sur incises)
- Prix Glenn-Gould 2002, Canada
- Yale University's Sanford Medal
- Médaille d'or du Círculo de Bellas Artes 2007, Espagne[44]
- Kyoto Prize 2009 (arts et philosophie)
- Edison Award 2010 (musique classique)
- Giga-Hertz-Preis für elektronische Musik 2011
- Prix Robert-Schumann pour la poésie et la musique 2012, AdW-Mainz, Allemagne[45]
- Prix Bach de la Ville libre et hanséatique de Hambourg 2015[46]

### Académies
- Membre de l'Académie européenne des sciences et des arts[47]
- Membre de l'Académie des arts de Berlin[48] (1963)

### Hommages
Pierre Boulez était citoyen d’honneur de la ville de Baden-Baden, le titre lui ayant été remis le 18 janvier 2015, (et citoyen d’honneur en Allemagne depuis le 15 décembre 2014). Il a été nommé également membre d'honneur de l'Orchestre symphonique de la radio de Baden-Baden et Freiburg, le 24 janvier 2015.
Après sa mort, deux salles de concert portant son nom ont été inaugurées :
- à Paris, la grande salle de la Philharmonie[53], le 26 octobre 2016 ;
- à Berlin, la salle Pierre Boulez[54], créée à l’initiative du chef israélien Daniel Barenboim, et dessinée par l’architecte Frank Gehry, le 4 mars 2017.

Le centre musical de Montbrison porte son nom ; il est situé sur la colline du calvaire.
En astronomie, est nommé en son honneur (13602) Pierreboulez, un astéroïde de la ceinture principale découvert en 1994.

### Exposition
- J'ai horreur du souvenir ! Dans les archives de Pierre Boulez, Galerie des Donateurs de la BNF (2022)[56]